# زبان فرانسوی
زبان فرانسوی یا زبان فرانسه () (français یا langue française) یک زبان رومی از خانواده زبان‌های هندواروپایی است. این زبان همانند سایر زبان‌های رومی از لاتین عامیانه امپراتوری روم ریشه گرفته است. زبان فرانسوی از گلی-رومی، لاتینی که در سرزمین گل و به‌طور خاص در گل شمالی صحبت می‌شد، فرگَشت یافته است. نزدیک‌ترین خویشاوندان آن زبان‌های اوییل هستند که به‌طور تاریخی در شمال فرانسه و در جنوب بلژیک رایج بودند و فرانسوی تا حد زیادی جایگزین آن‌ها شده است. زبان فرانسوی همچنین تحت تأثیر زبان‌های سلتی و ژرمنی بومی گل همچون فرانکی قرار گرفته است. امروزه، به دلیل گسترش‌های استعماری پیشین فرانسه، زبان‌های کریول فرانسوی فراوانی به وجود آمده‌اند که مهم‌ترین آن‌ها کریول هائیتی است.
فرانسوی زبان رسمی در ۲۹ کشور در سراسر قاره‌های مختلف است، که بیشتر آن‌ها اعضای سازمان بین‌المللی فرانکفونی (OIF) هستند؛ جامعه ۸۴ کشوری که از فرانسوی استفاده رسمی یا آموزشی دارند. زبان فرانسوی همچنین یکی از شش زبان رسمی مورد استفاده در سازمان ملل است. این زبان به عنوان زبان نخست در فرانسه، کانادا (به ویژه در استان‌های کبک، انتاریو و نیوبرانزویک)؛ بلژیک (والونی و منطقه پایتختی بروکسل)؛ غرب سوئیس (به ویژه کانتون‌های منطقه روماندی)؛ بخش‌هایی از لوکزامبورگ؛ بخش‌هایی از ایالات متحده (ایالت‌های لوئیزیانا، مین، نیوهمپشایر و ورمانت)؛ موناکو؛ منطقه دره دائوستا در ایتالیا؛ و جوامع مختلف در جاهای دیگر رایج است.
در سال ۲۰۱۵، از جمعیت فرانسوی‌زبان (شامل زبان دوم) تقریباً ۴۰٪ در اروپا، ۳۶٪ در جنوب صحرای آفریقا و اقیانوس هند، ۱۵٪ در شمال آفریقا و خاورمیانه، ۸٪ در قاره آمریکا و ۱٪ در آسیا و اقیانوسیه ساکن بودند. فرانسوی پس از آلمانی، دومین زبان مادری رایج در اتحادیه اروپا است. از اروپایی‌هایی که به صورت بومی به زبان‌های دیگر صحبت می‌کنند، تقریباً یک پنجم می‌توانند به فرانسوی به‌عنوان زبان دوم صحبت کنند. فرانسوی دومین زبان خارجی است که در اتحادیه اروپا تدریس می‌شود. تمامی سازمان‌های اتحادیه اروپا از زبان فرانسوی به عنوان زبان کاری در کنار انگلیسی و آلمانی استفاده می‌کنند. در برخی سازمان‌ها همانند دیوان دادگستری اتحادیه اروپا، زبان فرانسوی تنها زبان کاری است. فرانسوی همچنین هجدهمین زبان بومی پرگویشور در جهان، پنجمین زبان پرگویشور از نظر شمار کل گویشوران و با حدود ۱۲۰ میلیون زبان‌آموز تا سال ۲۰۱۷، دومین یا سومین زبان مورد مطالعه در سراسر جهان است. در نتیجه استعمار فرانسه و بلژیک از سده شانزدهم به بعد، فرانسوی به سرزمین‌های جدیدی در قاره آمریکا، آفریقا و آسیا معرفی شد. بیشتر سخنرانان زبان دوم فرانسوی در آفریقای فرانسوی‌زبان، به ویژه گابن، الجزایر، مراکش، تونس، موریس، سنگال و ساحل عاج ساکن هستند.
تخمین زده می‌شود که زبان فرانسوی دارای حدود ۷۶ میلیون گویشور زبان مادری، حدود ۲۳۵ میلیون سخنران مسلط و ۷۷ تا ۱۱۰ میلیون نفر دیگر سخنران زبان دوم با درجات مختلف تسلط به آن است. بر اساس گزارش OIF، تقریباً ۳۲۱ میلیون نفر در سراسر جهان «می‌توانند به آن صحبت کنند». بر پایه پیش‌بینی جمعیتی به رهبری دانشگاه لاوال و آژانس بین‌المللی فرانکوفونی، تعداد کل فرانسوی‌زبان‌ها در سال ۲۰۲۵ به ۵۰۰ میلیون نفر و تا سال ۲۰۵۰ به ۶۵۰ میلیون نفر خواهد. OIF تخمین می‌زند که تا سال ۲۰۵۰ حدود ۷۰۰ میلیون فرانسوی‌زبان خواهیم داشت که ۸۰٪ از آن‌ها در آفریقا خواهند بود.
حرف w و k که جزء الفبای زبان فرانسه هستند، در هیچ واژه فرانسوی به کار برده نشده‌اند.
زبان فرانسوی به عنوان زبان بین‌المللی ادبیات و استانداردهای علمی سابقه‌ای طولانی دارد و زبان اصلی یا دوم بسیاری از سازمان‌های بین‌المللی از جمله سازمان ملل متحد، اتحادیه اروپا، سازمان پیمان آتلانتیک شمالی، سازمان تجارت جهانی، کمیته بین‌المللی المپیک و کمیته بین‌المللی صلیب سرخ است. در سال ۲۰۱۱، بلومبرگ بیزنس‌ویک، زبان فرانسوی را پس از انگلیسی و چینی ماندارین معیار، سومین زبان مفید برای تجارت شناخت.

## پیشینه
فرانسوی یک زبان رومی است (به این معنی که عمدتاً از لاتین عامیانه گرفته شده است) که از گویش‌های گالو-رومی که در شمال فرانسه صحبت می‌شدند، فرگشت یافته است. شکل‌های اولیه این زبان شامل فرانسوی باستان و فرانسوی میانه است.

### لاتین عامیانه در گل
لاتین به دلیل حکومت رومیان، به تدریج توسط ساکنان گل پذیرفته شد و همان‌طور که این زبان توسط مردم عادی آموخته شد، ویژگی‌های محلی متمایزی همراه با تفاوت‌های دستوری با لاتینی که در جاهای دیگر صحبت می‌شد، پیدا کرد که برخی از آن‌ها در نوشته‌ها تأیید شده است. این گونه محلی به زبان‌های گالو-رومی فرگشت یافت که شامل فرانسوی و نزدیک‌ترین خویشاوندان آن مانند آرپیتان می‌شود.
فرگشت زبان لاتین در گل با همزیستی آن برای بیش از نیم هزاره در کنار زبان سلتی بومی گلی شکل گرفت که در اواخر سده ششم، مدت‌ها پس از سقوط امپراتوری روم غربی، منقرض شد. در این دوران به جز جمعیت عامه بومی، طبقه بزرگان و نخبگان بومی به فرزندانشان لاتین را در مدارس رومی می‌آموختند. در زمان فروپاشی امپراتوری، این نخبگان محلی به آرامی گلی را به‌طور کامل ترک کردند، اما جمعیت روستایی و طبقه پایین‌تر گلی‌زبان بودند که گاهی می‌توانستند به لاتین یا یونانی نیز صحبت کنند. تغییر زبان نهایی از گالی به لاتین عامیانه در میان جمعیت‌های روستایی و طبقه پایین بعدها زمانی که هم آن‌ها و هم حاکمان و نظامیان جدید فرانک، زبان لاتین عامیانه گالو-رومی نخبگان روشنفکر شهری را پذیرفتند، رخ داد.
زبان گلی احتمالاً تا سده ششم در فرانسه با وجود رومی‌شدن قابل توجه باقی ماند. گلی با همزیستی با لاتین، به شکل‌گیری لهجه‌های لاتین عامیانه کمک کرد که به فرانسوی توسعه یافتند؛ از جمله با کمک وام‌واژگان و گرته‌برداری‌ها (از جمله oui, به معنای «بله»)، تغییرات آوایی و تأثیر در صرف و نحو. مطالعات محاسباتی اخیر نشان می‌دهد که تغییر جنسیت در فرانسوی اولیه ممکن است با انگیزه تطابق با جنسیت واژگان همسو در زبان گلی صورت گرفته باشد.
تعداد تخمینی واژه‌های فرانسوی قابل انتساب به گلی ۱۵۴ عدد است، در حالی که اگر گویش‌های غیر معیار نیز گنجانده شوند، این تعداد به ۲۴۰ افزایش می‌یابد وام‌واژه‌های شناخته‌شده گلی به سمت زمینه‌های معنایی خاصی مانند گیاهان (chêne, bille و غیره)، جانوران (mouton, cheval و غیره)، طبیعت (boue و غیره ) ، فعالیت‌های خانگی (مثلاً berceau)، کشاورزی و واحدهای اندازه‌گیری روستایی (arpent , lieue , borne , boisseau)، سلاح‌ها، و محصولات صادراتی به دیگر مناطق گرایش دارند. این توزیع معنایی به دهقانانی نسبت داده شده است که آخرین کسانی بودند که به گلی پایبند بودند.

### فرانسوی باستان

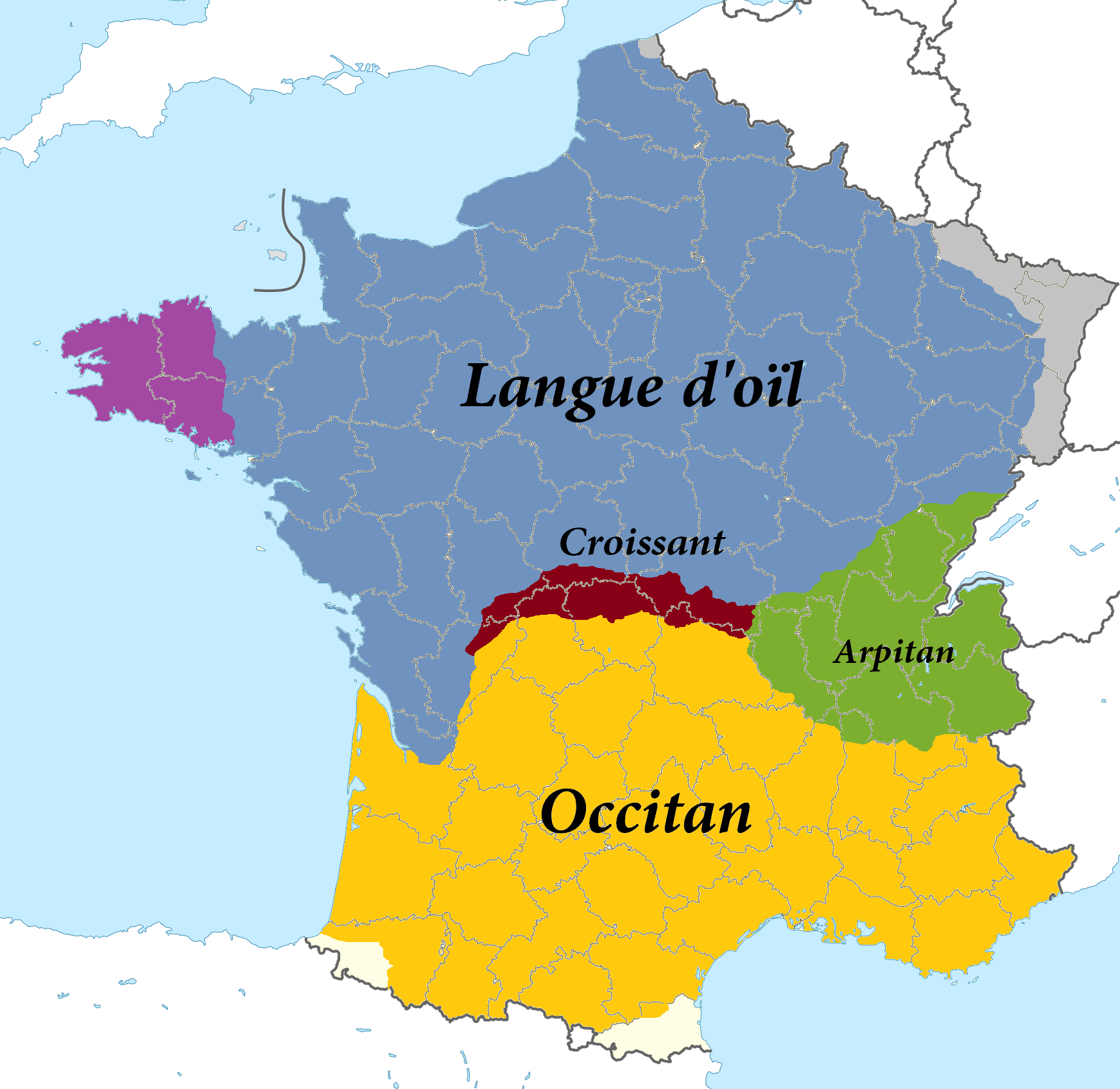
محدوده زبان‌های اوییل و اک

آغاز تاریخ زبان فرانسوی در گل تحت تأثیر تهاجمات ژرمن‌ها به این کشور بود. این تهاجمات بیشترین تأثیر را بر شمال کشور و زبان آنجا گذاشت. شکاف زبانی به تدریج در سراسر کشور شروع به رشد کرد. جمعیت شمال به زبان اوییل (langue d'oïl) صحبت می‌کردند در حالی که جمعیت جنوب به زبان اک (langue d'oc) صحبت می‌کردند. زبان اوییل به چیزی تبدیل شد که به فرانسوی باستان معروف است و زبان اک نیز سرانجام به اکسیتان امروزی تبدیل شد. دوره فرانسوی باستان از سده ۸ تا ۱۴ ادامه داشت. فرانسوی باستان ویژگی‌های بسیاری را با لاتین مشترک بود. برای نمونه، ترتیب واژگان در جمله فرانسوی باستان مانند لاتین بود. این دوره با تأثیر شدید از زبان ژرمنی فرانکی شناخته می‌شود، که حتی شامل نام خود زبان می‌شود.
فرانسوی باستان تا مراحل بعدی در کنار اکسیتان باستان، بازمانده‌ای از حالت دستوری اسمی باستانی لاتین را طولانی‌تر از سایر زبان‌های رومی حفظ می‌کرد (به استثنای رومانیایی که هم تمایز تمایز حروف کوچک را حفظ کرده است). واج‌شناسی با استرس هجایی شدید مشخص می‌شد که منجر به ظهور واکه‌های مرکب پیچیده مختلفی مانند -eau شد که بعداً به واکه منفرد تبدیل شدند.
نخستین شواهد مربوط به آنچه که فرانسوی باستان نامیده می‌شود را می‌توان در سوگندهای استراسبورگ و سرود سنت اولالی مشاهده کرد، در حالی که ادبیات فرانسوی باستان در سده یازدهم شروع به تولید آثار در موضوعات زندگی قدیسان (مانند Vie de Saint Alexis) یا جنگ‌ها و دربار، به ویژه سرود رولان، چرخه‌های حماسی با تمرکز بر شاه آرتور و دربار او و همچنین چرخه‌ای متمرکز بر ویلیام اورانژی، کرد.

### فرانسوی میانه
در فرانسوی باستان گویش‌های زیادی پدید آمدند، اما گویش فرانسی گویشی است که نه تنها در دوره فرانسوی میانه (سده ۱۴ تا ۱۷) ادامه یافت، بلکه رشد نیز کرد. فرانسوی نوین از این گویش فرانسوی نشأت گرفته است. در دوره فرانسوی میانه از نظر دستوری انحراف اسم از میان رفت و دستور زبان شروع به استانداردسازی کرد. رابرت استین نخستین واژه‌نامه لاتین-فرانسوی را منتشر کرد که شامل اطلاعاتی در مورد آوا، ریشه‌شناسی و دستور زبان بود. از نظر سیاسی، فرمان ویله-کتره (۱۵۳۹) زبان فرانسوی را زبان قانون نامید.
آوردن واژه‌های تازه از زبان ادبی لاتین به فرانسوی در سدهٔ دوازدهم آغاز شد و در سدهٔ سیزدهم رو به افزایش نهاد. در سدهٔ چهاردهم خط مشی دقیقی برای گسترش زبان فرانسوی از راه وامگیری واژه‌های لاتینی در پیش گرفته شد. شارل پنجم فرانسه (پادشاه فرانسه از ۱۳۶۴ تا ۱۳۸۰) پشتیبان اهل علم و ادب بود و ایشان را به ترجمهٔ آثار کلاسیک برای کتابخانه خود ترغیب می‌کرد. مترجمان حتی زبردست‌ترین آن‌ها که نیکل اُرسم بود از فقر زبان فرانسوی آن هنگام می‌نالیدند. ارسم در این خصوص نمونهٔ جالبی را که در ترجمهٔ آثار ارسطو به آن برخورده است شاهد می‌آورد:
| « | از میان نمونه‌های بیشمار می‌توان قضیهٔ کلی «homo est animal» را مثال آورد. «homo» به معنای هر دو واژهٔ «مرد» و «زن» است که در زبان فرانسوی معادلی ندارد. از «animal» نیز معنای هر چیز صاحب روح و قوهٔ ادراک مستفاد می‌شود، اما در زبان فرانسوی واژه‌ای که مدلول دقیق این معنا باشد نمی‌توان یافت. | » |

برای رهایی از این تنگناهای زبانی بود که ارسم و دیگران بر آن شدند تا زبان فرانسوی را با وامگیری از واژگان لاتینی و یونانی توانمند سازند. ایشان این کار را به درستی و بدون تحمیل الگوهای دستوری زبان‌های مذکور به زبان فرانسوی انجام دادند یعنی برخلاف بعضی نویسندگان اسپانیایی مانند گونگورا که این کار را ناشیانه و با افراط انجام دادند و افزون بر واژگان، الگوهای دستوری یونانی و لاتینی را نیز که واقعاً نمی‌توان به آن‌ها رنگ و بوی بومی داد وارد زبان کردند امری که موجب کج‌روی زبان و اندیشه می‌شود.

### فرانسوی نوین
در سدهٔ شانزدهم میلادی انقلاب فرهنگی بزرگی در سراسر اروپا و به تبع آن در فرانسه رخ‌داد. از قدرت عظیم کلیساها کاسته شد و فرهنگ و هنر و صنعت شکوفا گردید. به این ترتیب بود که زبان لاتین کم‌کم از دستگاه رسمی حذف گردید. در سال ۱۵۳۹ پادشاه فرانسه که فرانسوای اول نام داشت، طی فرمان ویله-کتره دستور داد که متون دادگاه‌ها به جای لاتین به زبان فرانسوی نگاشته شود. در همین ایام بود که کشیشی به نام ژان کالون برای اولین بار نوشته‌های مذهبی خود را از لاتین به فرانسوی ترجمه نمود. در سال ۱۵۴۹ مقاله بسیار مهمی با عنوان «در دفاع و اهمیت زبان فرانسوی و هر چه غنی‌تر کردن آن» توسط شاعر و منتقد معروفی به نام یواخیم دو بله نوشته شد. فرانسه در این دوران مانند سایر ملل اروپایی به دوران با عظمت یونان باستان نگاهی دوباره کرد و در نتیجه آن بود که کلمات بسیاری از فرهنگ قدیم یونان به فرانسوی وارد شد. همچنین واژه‌های فراوانی از ایتالیای پسارنسانس و حتی از عربی وام گرفته شده و به سرعت وارد فرانسوی می‌گردید.
هجوم روزافزون واژگان و تغییرات در دستور در سدهٔ هفدهم میلادی که سده بزرگ نام دارد، به اوج خود رسیده‌بود. در این دوران فرانسه، تحت فرمانروایی رهبران قدرتمندی مانند کاردینال ریشلیو و لوئی چهاردهم، از شکوفایی و برجستگی در میان کشورهای اروپایی برخوردار شد. ادبا و زبان‌شناسان به‌تدریج نگران تغییرات زبانی شده و به فکر افتادند تا زبان فرانسوی را قاعده‌مند کنند و از ایجاد هرج و مرج در ساختار آن جلوگیری نمایند. در پی همین فعالیت‌ها ریشلیو فرهنگستان فرانسه را برای حفاظت از زبان فرانسوی تأسیس کرد که تا امروز مرجع تصمیم‌گیرنده دربارهٔ صحت و دقت متون رسمی و ورود واژگان و عبارات جدید به فرهنگ لغت است. در اوایل دهه ۱۸۰۰، فرانسوی پاریس به زبان اصلی اشراف در فرانسه تبدیل شد.
در طول همان سده هفدهم، زبان فرانسوی به عنوان مهم‌ترین زبان دیپلماسی و روابط بین‌الملل (زبان میانجی) جایگزین لاتین شد. فرانسوی این نقش را تقریباً تا اواسط سده بیستم حفظ کرد، زمانی که پس از جنگ جهانی دوم، ایالات متحده به قدرت جهانی مسلط تبدیل و انگلیسی جایگزین آن شد. استنلی میسلر در لس آنجلس تایمز گفت که این واقعیت که پیمان ورسای به زبان انگلیسی و همچنین فرانسوی نوشته شده بود «اولین ضربه دیپلماتیک» به این زبان بود.

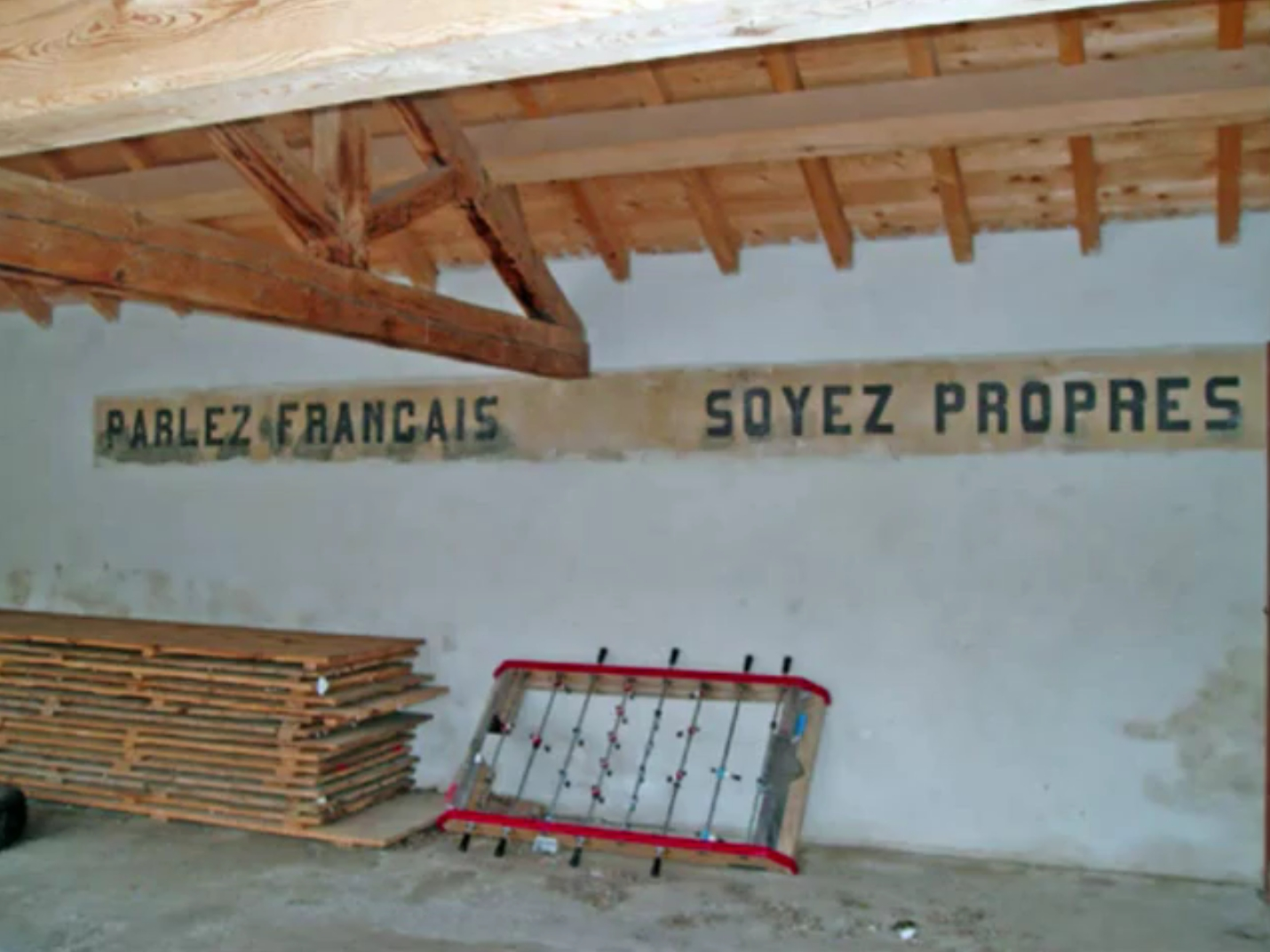
«به فرانسوی حرف بزن تا پاک شوی» که بر دیوار یک مدرسه در مناطق اکسیتان‌زبان جنوب فرانسه نوشته شده است؛ چنین شعارهایی یک جلوه معمولی از برغونیو هستند.

نزدیک به آغاز سده نوزدهم، دولت فرانسه شروع به دنبال کردن سیاست‌هایی با هدف نهایی از بین بردن بسیاری از اقلیت‌ها و زبان‌های منطقه‌ای فرانسه (پاتوا) کرد. این در سال ۱۷۹۴ با «گزارش در مورد ضرورت و ابزار نابود کردن پاتوا و سراسری کردن استفاده از زبان فرانسوی» اثر آنری گرگوار آغاز شد. زمانی که آموزش عمومی در فرانسه اجباری شد، فقط زبان فرانسوی تدریس می‌شد و استفاده از هر زبان دیگر (پاتوا) با مجازات همراه بود. اهداف مدارس دولتی به ویژه برای معلمان فرانسوی‌زبانی که برای آموزش دانش آموزان در مناطقی مانند اکسیتانیا و برتاین فرستاده شده بودند، روشن بود. دستورالعمل‌هایی که یک مقام فرانسوی به معلمان دپارتمان فینیستر، در برتاین غربی داده بود، شامل موارد زیر بود: «و به یاد داشته باشید، آقایان: به شما موقعیت داده شد تا زبان برتون را بکشید.» بخشدار پیرنه-آتلانتیک در سرزمین باسک فرانسه در سال ۱۸۴۶ نوشت: «مدارس ما در سرزمین باسک مخصوصاً برای جایگزینی زبان باسکی با فرانسوی ایجاد شده‌اند.» به دانش‌آموزان یاد داده شد که زبان اجدادی آن‌ها پست است و باید از آنها خجالت بکشند. این فرایند در منطقه اکسیتان‌زبان به عنوان برغونیو شناخته می‌شود.
می‌توان گفت که حفظ سیاست‌های بسته دربارهٔ دستور زبان و کلمات زبان فرانسوی باعث شده است که اولاً ساختار زبان فرانسوی از سده هفده تاکنون تغییرات چندانی نداشته باشد و دوم این‌که واژگان فرانسوی نسبت به انگلیسی بسیار کم‌حجم‌تر و ساختار و ترتیب کلمات در جمله‌های آن بسیار منظم‌تر از زبان‌های دیگر باشد.

## پراکندگی

### اروپا

آشنایی با زبان فرانسه در اتحادیه اروپا و کشورهای نامزد

فرانسوی که ۱۹٫۷۱٪ از جمعیت اتحادیه اروپا بدان صحبت می‌کنند، سومین زبان پرگویشور در اتحادیه اروپا، پس از انگلیسی و آلمانی و دومین زبان رایج آموزشی پس از انگلیسی است.
بر اساس قانون اساسی فرانسه، فرانسوی از سال ۱۹۹۲ زبان رسمی جمهوری بوده است، اگرچه فرمان ویله-کتره آن را برای اسناد قانونی در سال ۱۵۳۹ اجباری کرد. فرانسه استفاده از زبان فرانسوی را در نشریات رسمی دولتی و آموزش عمومی به جز در موارد خاص و قراردادهای قانونی الزامی می‌کند. تبلیغات نیز باید دارای ترجمه واژگان بیگانه باشد.
در بلژیک، فرانسوی در کنار هلندی و آلمانی زبان رسمی در سطح فدرال است. در سطح منطقه‌ای، فرانسوی تنها زبان رسمی والونی (به استثنای بخشی از کانتون‌های شرقی که آلمانی‌زبان هستند) و یکی از دو زبان رسمی - همراه با هلندی - منطقه پایتخت بروکسل است که بیشتر مردم (تقریباً ۸۰٪) اغلب از آن به عنوان زبان اصلی استفاده می‌کنند.
فرانسوی یکی از چهار زبان رسمی سوئیس به همراه آلمانی، ایتالیایی و رومانش است و در قسمت غربی سوئیس به نام روماندی صحبت می‌شود که ژنو بزرگ‌ترین شهر آن است. تقسیم‌بندی‌های زبانی در سوئیس با تقسیم‌بندی‌های سیاسی منطبق نیست و برخی از شهرها کانتون‌ها دارای وضعیت دو زبانه هستند: برای نمونه، شهرهایی مانند بیل و کانتون‌هایی مانند وله، فریبورگ و برن. فرانسوی زبان مادری حدود ۲۳٪ از جمعیت سوئیس است و ۵۰٪ از مردم به آن تسلط دارند.
فرانسوی به همراه لوکزامبورگی و آلمانی، یکی از سه زبان رسمی لوکزامبورگ است که به‌طور کلی زبان ترجیحی تجارت و همچنین ادارات دولتی مختلف است. این زبان همچنین زبان رسمی موناکو است.
در سطح منطقه‌ای، فرانسوی به عنوان یک زبان رسمی در منطقه واله دائوستای ایتالیا به رسمیت شناخته می‌شود، جایی که زبان نخست تقریباً ۳۰٪ از جمعیت است و گویش‌های فرانسوی نیز همچنان توسط اقلیت‌ها در جزایر مانش صحبت می‌شوند. این زبان در آندورا نیز صحبت می‌شود و پس از کاتالان در پاس د لا کاسا زبان اصلی است. این زبان به عنوان نخستین زبان دوم در ایالت زارلاند آلمان از دوران پیش‌دبستانی تدریس می‌شود و بیش از ۴۳٪ از شهروندان آنجا می‌توانند به زبان فرانسوی صحبت کنند.

### آفریقا

بیشینه جمعیت فرانسوی‌زبان جهان در آفریقا زندگی می‌کنند. بر اساس برآورد سال ۲۰۱۸ از OIF تخمین زده می‌شود که ۱۴۱ میلیون آفریقایی که در ۳۴ کشور و قلمرو پراکنده شده‌اند، می‌توانند فرانسوی را به عنوان زبان اول یا دوم صحبت کنند. این تعداد شامل افرادی نمی‌شود که در کشورهای آفریقایی غیرفرانسوی‌زبان زندگی می‌کنند و زبان فرانسوی را به عنوان یک زبان خارجی یادگرفته‌اند. با توجه به توسعه روزافزون فرانسوی در آفریقا، انتظار می‌رود که کل جمعیت فرانسوی‌زبان در سراسر جهان در سال ۲۰۵۰ به ۷۰۰ میلیون نفر برسد. زبان فرانسوی سریعترین زبان در حال رشد در این قاره است (از نظر زبان رسمی یا خارجی). گرچه این زبان در بیشتر مناطق قاره زبان دوم مردم است، اما در برخی مناطق شهری مانند منطقه آبیجان ساحل عاج و در لیبرویل گابن، به زبان اول تبدیل شده است. امروزه تنها یک گویش فرانسوی آفریقایی وجود ندارد، بلکه شکل‌های فراوانی وجود دارد که از طریق تماس با زبان‌های مختلف بومی آفریقایی از هم جدا شده‌اند.
منطقه جنوب صحرای آفریقا همان محل رشد جمعیت فرانسوی‌زبان در آینده به دلیل گسترش آموزش و رشد سریع جمعیت است. این منطقه همچنین جایی است که زبان در سال‌های اخیر بیشترین پیشرفت را داشته است. درک برخی از گونه‌های بومی فرانسوی در آفریقا برای فرانسوی‌زبانان کشورهای دیگر دشوار است، اما اشکال نوشتاری این زبان بسیار نزدیک به سایر کشورهای فرانسوی‌زبان است.

### قاره آمریکا

#### کانادا

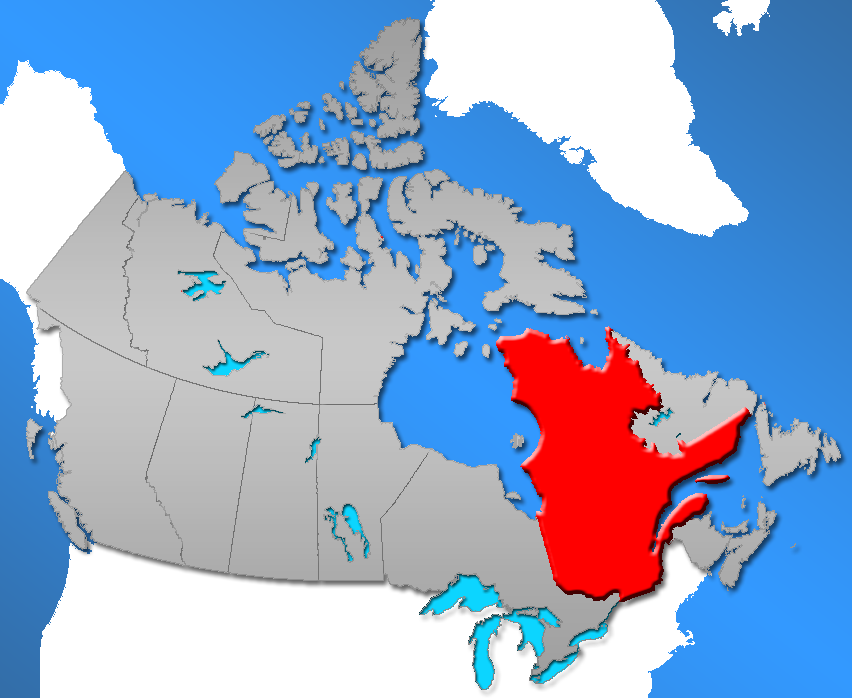
استان کبک تنها منطقه با اکثریت فرانسوی زبان در کانادا.

فرانسوی پس از انگلیسی دومین زبان رایج در کانادا است و هر دو زبان در سطح فدرال رسمی هستند. این زبان زبان اول ۹٫۵ میلیون نفر یا ۲۹٪ و زبان دوم برای ۲٫۰۷ میلیون یا ۶٪ از کل جمعیت کانادا است. زبان فرانسوی تنها زبان رسمی در استان کبک است که زبان مادری حدود ۷ میلیون نفر یا تقریباً ۸۰٪ (سرشماری ۲۰۰۶) استان است. حدود ۹۵٪ از مردم کبک فرانسوی را به عنوان زبان اول یا دوم و برای برخی به عنوان زبان سوم صحبت می‌کنند. کبک همچنین دربرگیرنده شهر مونترال است که چهارمین شهر بزرگ فرانسوی‌زبان جهان از نظر شمار افراد گویشور زبان اول است. نیوبرانزویک و منیتوبا تنها استان‌های رسماً دوزبانه هستند، اگرچه دوزبانگی کامل فقط در نیوبرانزویک، جایی که حدود یک سوم جمعیت آن فرانسوی‌زبان هستند، موجود است. زبان فرانسوی همچنین زبان رسمی تمامی قلمروها (شمال غرب، نوناووت و یوکان) است. از بین این سه، یوکان بیشترین فرانسوی‌زبان‌ها را دارد که کمتر از ۴٪ از جمعیت را تشکیل می‌دهد. افزون بر این، در حالی که فرانسوی‌زبان رسمی در انتاریو نیست، قانون خدمات زبان فرانسوی تضمین می‌کند که خدمات استانی به این زبان نیز در دسترس باشد. این قانون در مناطقی از استان که در آن جوامع فرانسوی‌زبان قابل توجهی وجود دارد، یعنی انتاریوی شرقی و انتاریوی شمالی، اعمال می‌شود. در جاهای دیگر، اقلیت‌های فرانسوی‌زبان قابل توجهی در منیتوبای جنوبی، نوا اسکوشیا، جزیره پرنس ادوارد و شبه‌جزیره پورت او پورت در نیوفاندلند و لابرادور، که گویش منحصر به فرد فرانسوی نیوفاندلندی در گذشته صحبت می‌شد، یافت می‌شود. تعداد کمتری از فرانسوی‌زبانان در تمام استان‌های دیگر وجود دارد. شهر انتاریویی اتاوا، پایتخت کانادا، نیز عملاً دوزبانه است، زیرا دارای جمعیت زیادی از کارکنان دولت فدرال است که ملزم به ارائه خدمات به دو زبان فرانسوی و انگلیسی هستند و با شهر کبکی گتینو در آن سوی رود اتاوا، یک منطقه شهری واحد را تشکیل می‌دهد.

#### ایالات متحده

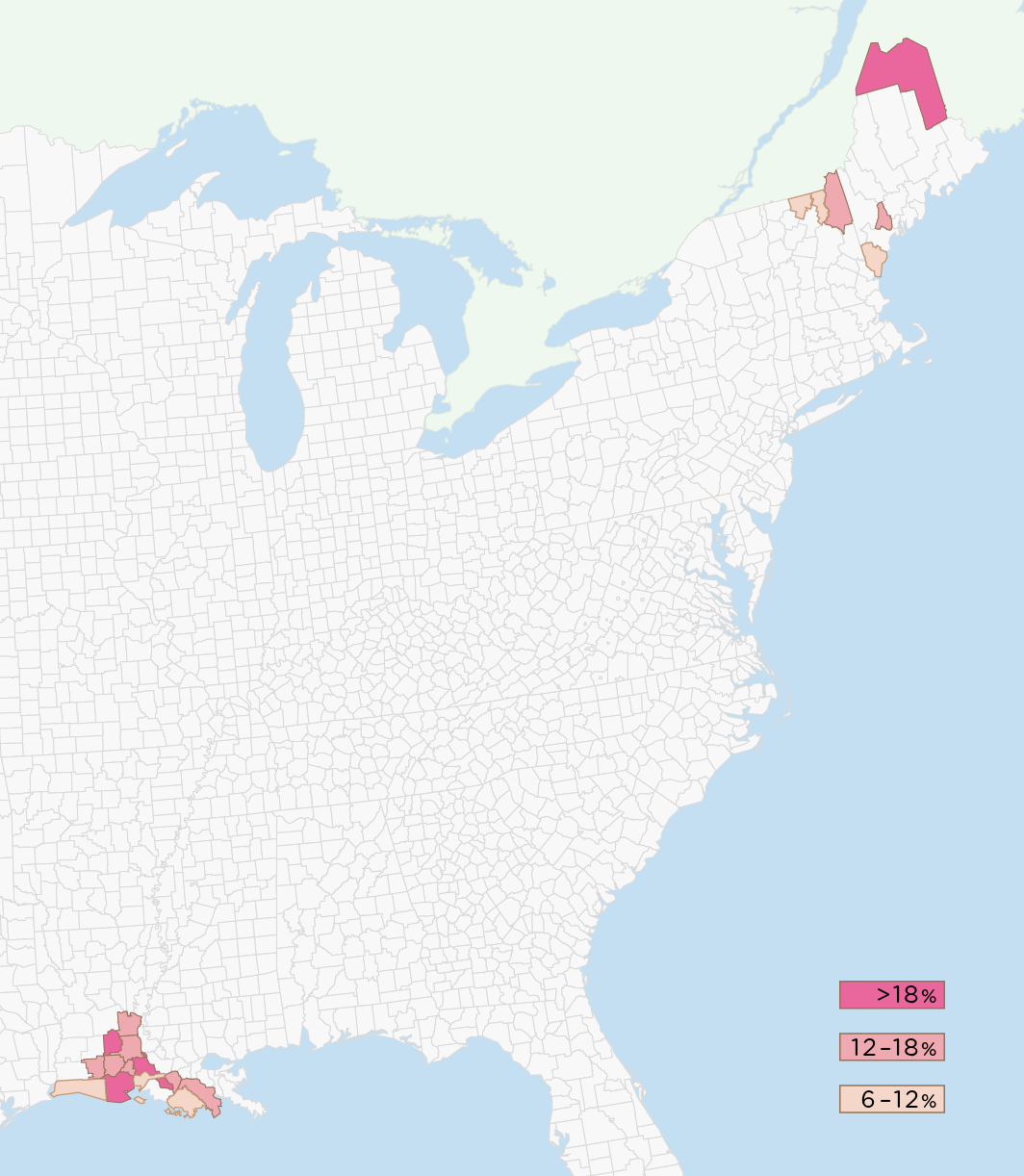
زبان فرانسوی در ایالات متحده گسترده است. شهرستان‌هایی که با صورتی روشن‌تر مشخص شده‌اند، مناطقی هستند که ۶ تا ۱۲٪ از جمعیت آن‌ها در خانه فرانسوی صحبت می‌کنند. صورتی متوسط، ۱۲–۱۸٪؛ صورتی تیره‌تر، بیش از ۱۸٪. زبان‌های کریول مبتنی بر فرانسوی گنجانده نشده‌اند.

با توجه به اداره سرشماری ایالات متحده (۲۰۱۱)، فرانسوی چهارمین زبان رایج در ایالات متحده پس از انگلیسی، اسپانیایی و چینی است؛ البته زمانی که همه گونه‌های فرانسوی با هم در نظر گرفته می‌شوند و همه گونه‌های چینی نیز به‌طور مشابه ترکیب می‌شوند. فرانسوی دومین زبان پرگفتار (پس از انگلیسی) در ایالت‌های مین و ورمونت است. در لوئیزیانا، اگر فرانسوی لوئیزیانایی و تمام زبان‌های کریول مانند هائیتی را در نظر بگیریم، با اسپانیایی به عنوان دومین زبان پرگویشور در رقابت است. فرانسوی سومین زبان پرگفتار (پس از انگلیسی و اسپانیایی) در ایالت‌های کنتیکت، رود آیلند و نیوهمپشایر است. لوئیزیانا محل بسیاری از گویش‌های متمایز فرانسوی است که در مجموع به عنوان فرانسوی لوئیزیانایی شناخته می‌شوند. فرانسوی نیوانگلند، که اساساً گونه‌ای از فرانسوی کانادایی است، در بخش‌هایی از نیوانگلند صحبت می‌شود. فرانسوی میسوری از لحاظ تاریخی در میسوری و ایلینوی (که قبلاً به عنوان لوئیزیانای علیا شناخته می‌شد) صحبت می‌شد، اما امروزه تقریباً منقرض شده است. فرانسوی همچنین در بخش‌های مجزا در امتداد سواحل خلیج مکزیک که قبلاً لوئیزیانای سفلای فرانسه بود، مانند جزیره مون لوئیس، آلاباما و دلیسل زنده ماند، اما امروزه این گونه‌ها به شدت در معرض خطر انقراض هستند یا گمان می‌رود منقرض شده‌اند.

#### کارائیب
فرانسوی یکی از دو زبان رسمی در هائیتی در کنار کریول هائیتی است. این زبان اصلی آموزشی، اداری، تجاری و تابلوهای عمومی است و همه تحصیل‌کردگان هائیتی به آن صحبت می‌کنند. اکثریت قریب به اتفاق مردم کریول هائیتی را به عنوان زبان نخست خود صحبت می‌کنند و بقیه عمدتاً به فرانسوی به عنوان زبان اول نخست می‌کنند. کریول هائیتی به عنوان یک زبان کریول فرانسوی، بیشینه واژگان خود را از زبان فرانسوی، با تأثیر از زبان‌های غرب آفریقا و همچنین چندین زبان اروپایی، گرفته است. این زبان ارتباط نزدیکی با کریول لوئیزیانا و کریول آنتیل کوچک دارد.
زبان فرانسوی تنها زبان رسمی تمام سرزمین‌های فرادریایی فرانسه در دریای کارائیب است که در مجموع به عنوان هند غربی فرانسه شناخته می‌شوند، یعنی گوادلوپ، سن بارتلمی، سن مارتن و مارتینیک.

#### سایر مناطق
فرانسوی زبان رسمی گویان فرانسه در قاره آمریکای جنوبی و سنت پیر و میکلون در سواحل نیوفاندلند در آمریکای شمالی است.

### آسیا

#### جنوب شرقی آسیا
فرانسوی زبان رسمی مستعمره هندوچین فرانسه بود که شامل ویتنام، لائوس و کامبوج امروزی بود. این زبان همچنان یک زبان اداری در لائوس و کامبوج است، اگرچه نفوذ آن در دهه‌های اخیر کاهش یافته است. در ویتنام استعماری، نخبگان عمدتاً به فرانسوی صحبت می‌کردند، در حالی که بسیاری از خدمتکارانی که در خانواده‌های فرانسوی کار می‌کردند، به پیجین فرانسوی موسوم به تای بوی صحبت می‌کردند که اکنون منقرض شده است. پس از پایان حکومت فرانسه، ویتنام جنوبی به استفاده از زبان فرانسه در امور اداری، آموزشی و تجاری ادامه داد. با این حال، از زمان سقوط سایگون و باز شدن اقتصاد یکپارچه ویتنام، انگلیسی به تدریج در ویتنام به عنوان اولین زبان خارجی جای فرانسوی را گرفت. با این وجود، فرانسوی همچنان به عنوان دیگر زبان عمده خارجی در سیستم آموزشی ویتنام تدریس می‌شود و به عنوان یک زبان فرهنگی در نظر گرفته می‌شود. هر سه کشور عضو کامل سازمان OIF هستند.

#### هندوستان
فرانسوی زبان رسمی هند فرانسه بود که شامل مناطق پودوچری بود. این زبان حتی پس از واگذاری این مناطق به هند در سال ۱۹۵۶ تا سال ۱۹۶۵ همچنان به عنوان زبان رسمی ناحیه حفظ شد. تعداد کمی از مردم محلی مسن‌تر هنوز به این زبان مسلط هستند، اگرچه اکنون فرانسوی جای خود را به تامیلی و انگلیسی داده است.

#### غرب آسیا

##### لبنان

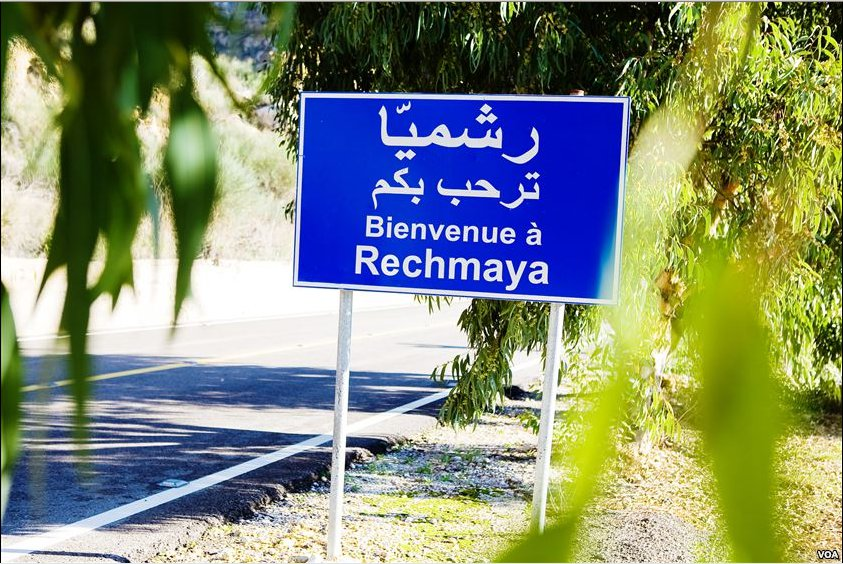
تابلوی ورودی شهر به عربی و فرانسوی در رشمیا، لبنان

لبنان به عنوان سرزمین تحت قیومیت پیشین فرانسه، عربی را به عنوان تنها زبان رسمی تعیین کرده است، در حالی که یک قانون مواردی را تنظیم می‌کند که فرانسوی می‌تواند برای عموم استفاده شود. در اصل ۱۱ قانون اساسی لبنان آمده است: «عربی زبان رسمی ملی است.» یک قانون مواردی را که در آن زبان فرانسوی باید استفاده شود، تعیین می‌کند. زبان فرانسوی در لبنان زبان دوم گسترده‌ای در میان مردم لبنان است و در بسیاری از مدارس به همراه عربی و انگلیسی تدریس می‌شود. زبان فرانسوی در اسکناس‌های لیره لبنان، تابلوهای جاده‌ها، پلاک خودروها و ساختمان‌های رسمی (در کنار عربی) استفاده می‌شود.
امروزه، فرانسوی و انگلیسی زبان‌های دوم لبنان هستند و حدود ۴۰٪ از مردم این کشور فرانسوی و ۴۰٪ انگلیسی‌زبان هستند. استفاده از زبان انگلیسی در محیط کسب و کار و رسانه در حال رشد است. از حدود ۹۰۰٬۰۰۰ دانش آموز، حدود ۵۰۰٬۰۰۰ نفر در مدارس فرانسوی زبان دولتی یا خصوصی ثبت نام می‌کنند که در آن‌ها تدریس ریاضیات و موضوعات علمی به زبان فرانسه ارائه می‌شود. استفاده واقعی از زبان فرانسوی بسته به منطقه و موقعیت اجتماعی متفاوت است. یک سوم دانش‌آموزان دبیرستانی که به زبان فرانسوی تحصیل می‌کنند، تحصیلات عالی را در مؤسسات انگلیسی‌زبان ادامه می‌دهند. انگلیسی زبان تجارت و ارتباطات است و زبان فرانسوی عنصری از تمایز اجتماعی است که به دلیل ارزش عاطفی آن انتخاب شده است. 

##### امارات متحده عربی و قطر
امارات متحده عربی در سازمان بین‌المللی فرانکفونی به عنوان کشور ناظر و قطر در این سازمان به عنوان یک کشور وابسته دارای وضعیت است. با این حال، در هر دو کشور، تقریباً هیچ‌یک از جمعیت عمومی یا کارگران مهاجر، به زبان فرانسوی صحبت نمی‌کنند و فرانسوی فقط توسط اقلیت کوچکی از کسانی که در کشورهای فرانسوی‌زبان سرمایه‌گذاری کرده‌اند یا سایر روابط مالی یا خانوادگی دارند، صحبت می‌شود. ورود آن‌ها به ترتیب به عنوان کشورهای ناظر و وابسته به سازمان، با سرمایه‌گذاری آن‌ها در سازمان و خود فرانسه انجام شد. وضعیت یک کشور به عنوان یک عضو ناظر در سازمان بین‌المللی فرانکفونی به کشور این حق را می‌دهد که نمایندگانی را به جلسات سازمان بفرستد و درخواست‌های رسمی را از سازمان ارائه کند، اما در سازمان حق رای ندارند. وضعیت یک کشور به عنوان دولت وابسته نیز به یک کشور توانایی رای دادن نمی‌دهد، اما دولت‌های وابسته می‌توانند در مورد مسائل سازمان بحث و بررسی کنند.

### اقیانوسیه
زبان فرانسوی زبان رسمی کشور جزیره‌ای وانواتو در اقیانوس آرام است که در سال ۲۰۱۸ تخمین زده شد که ۳۱٪ از جمعیت آن به آن صحبت می‌کنند. در قلمرو ویژه فرانسوی کالدونیای نو، ۹۷٪ از جمعیت می‌توانند به فرانسوی صحبت کنند، بخوانند و بنویسند در حالی که در پلی‌نزی فرانسه این رقم ۹۵٪ است و در مجموعه فرانسوی والیس و فوتونا ۸۴٪ است.
در پلی‌نزی فرانسه و تا حدودی والیس و فوتونا، جایی که دانش گفتاری و نوشتاری فرانسوی تقریباً سراسری شده است (به ترتیب ۹۵٪ و ۸۴٪)، زبان‌های بومی به عنوان زبانی که بیشتر در خانه صحبت می‌شوند، در حال جایگزینی هستند. در پلی‌نزی فرانسه، جمعیتی که گزارش دادند زبان فرانسوی بیشترین استفاده را در خانه دارد، از ۶۷٪ در سرشماری ۲۰۰۷ به ۷۴٪ در سرشماری ۲۰۱۷ افزایش یافت. در والیس و فوتونا، جمعیتی که گزارش دادند زبان فرانسوی بیشترین استفاده را در خانه دارد از ۱۰٪ در سرشماری سال ۲۰۰۸ به ۱۳٪ در سرشماری سال ۲۰۱۸ افزایش یافت.

### آینده

درصد زبان‌های مورد استفاده بر روی اینترنت - فرانسوی ۴٪

آینده زبان فرانسوی اغلب در اخبار مورد بحث قرار می‌گیرد. برای نمونه نیویورک تایمز در سال ۲۰۱۴ افزایش آموزش زبان فرانسوی در نیویورک را ثبت کرد، به ویژه در برنامه‌های دوزبانه K-12 که در آن اسپانیایی و ماندارین تنها گزینه‌های زبان دوم محبوب‌تر از فرانسوی هستند. در پژوهشی که در مارس ۲۰۱۴ توسط فوربس منتشر شد، بانک سرمایه‌گذاری ناتیکزیس گفت که فرانسوی می‌تواند تا سال ۲۰۵۰ تبدیل به پرمخاطب‌ترین زبان جهان شود. وی خاطرنشان کرد که زبان فرانسوی در مناطقی که جمعیت به سرعت در حال افزایش است، به ویژه در جنوب صحرای آفریقا در حال گسترش است.
در اتحادیه اروپا، تا دهه ۱۹۹۰، زبان فرانسوی زبان غالب در همه نهادها بود. پس از چندین بار گسترش اتحادیه اروپا (۱۹۹۵، ۲۰۰۴)، فرانسوی به‌طور قابل توجهی جایگاه خود را به انگلیسی که در بیشتر کشورهای اتحادیه اروپا به‌طور گسترده صحبت و تدریس می‌شود، باخت. فرانسوی در حال حاضر یکی از سه زبان کاری یا «زبان رویه‌ای» اتحادیه اروپا به همراه انگلیسی و آلمانی است. همچنین فرانسوی دومین زبان پرکاربرد در سازمان‌های اتحادیه اروپا پس از انگلیسی است، اما همچنان زبان ترجیحی برخی سازمان‌ها یا ادارات مانند دیوان دادگستری اتحادیه اروپا یا اداره کل کشاورزی است. از سال ۲۰۱۶، برگزیت دوباره بحث‌ها را در مورد اینکه آیا فرانسوی باید دوباره نقش بیشتری در نهادهای اتحادیه اروپا داشته باشد یا نه، شعله‌ور کرد.

## واج‌شناسی
همخوان‌ها و واکه‌های فرانسوی به شرح زیر هستند:
|         |        | لبی | دندانی/ لثوی | کامی/ پس‌لثوی | نرم‌کامی/ ملازی |
| ------- | ------ | --- | ------------ | ------------ | -------------- |
| خیشومی  | خیشومی | m   | n            | ɲ            | ŋ              |
| انفجاری | بی‌واک  | p   | t t̪          |              | k              |
| انفجاری | واک‌دار | b   | d d̪          |              | ɡ              |
| سایشی   | بی‌واک  | f   | s            | ʃ            | ʁ              |
| سایشی   | واک‌دار | v   | z            | ʒ            | ʁ              |
| ناسوده  | صاف    |     | l            | j            |                |
| ناسوده  | لبی‌شده |     |              | ɥ            | w              |

واکه‌های فرانسوی
|            | پیشین  | پیشین | مرکزی | پسین |
| ناگرد      | گرد    |       | مرکزی | پسین |
| ---------- | ------ | ----- | ----- | ---- |
| بسته       | i      | y     |       | u    |
| بسته-میانه | e      | ø     | (ə)   | o    |
| باز-میانه  | ɛ/(ɛ:) | œ     | (ə)   | ɔ    |
| باز        | a      |       |       | (ɑ)  |

|           | پیشین | پیشین | پسین |
| ناگرد     | گرد   |       | پسین |
| --------- | ----- | ----- | ---- |
| باز-میانه | ɛ̃     | (œ̃)   | ɔ̃    |
| باز       |       |       | ɑ̃    |

## دستور زبان

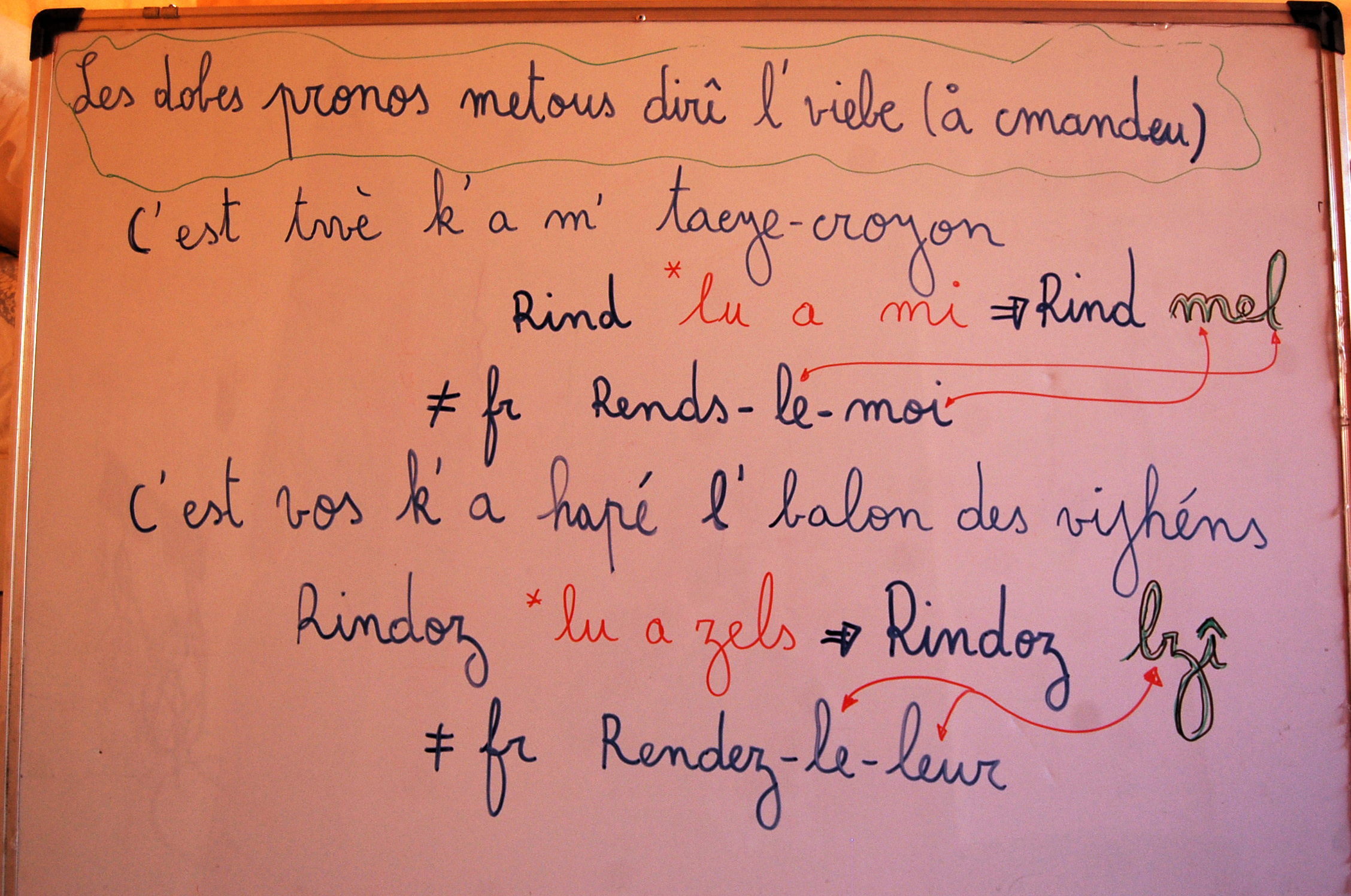
یک نمونه از دستور زبان فرانسوی

زبان فرانسوی زبانی نسبتاً تصریفی است. اسم‌ها و بیشتر ضمیرها برای شمار (مفرد یا جمع، اگرچه در اکثر اسم‌ها جمع مانند مفرد تلفظ می‌شود حتی اگر املای متفاوتی داشته باشد). صفت، جنسیت (مذکر یا مؤنث)، ضمایر شخصی و چند ضمیر دیگر، شخص و حالت دستوری و فعل‌ها نیز برای زمان و نمود و وجه و شخص و شمار نهاد صرف می‌شوند. حالت دستوری در درجه اول با استفاده از ترتیب کلمات و حروف اضافه مشخص می‌شود، در حالی که برخی از ویژگی‌های فعل با استفاده از فعل‌های کمکی مشخص می‌شوند.
دستور فرانسوی دارای چندین تفاوت قابل توجه با بیشتر زبان‌های رومی دیگر است، از جمله:
- از بین رفتن انحرافات لاتین
- از دست دادن جنسیت خنثی
- توسعه حرف تعریف دستوری از نمایشگرهای لاتین
- از دست دادن برخی از زمان‌های لاتین و ایجاد زمان‌های جدید از زمان‌های کمکی.

بعضی از مهم‌ترین ویژگی‌های گرامری این زبان عبارتند از:

#### جنس
در زبان فرانسوی اسامی همیشه جنسیت گرامری دارند. این جنسیت می‌تواند مذکر یا مؤنث باشد. گذشته از آن حالت جمع نیز به صورت یک جنسیت سوم در این زبان شناسایی می‌شود. جنسیت اسامی را در ساده‌ترین حالت می‌توان از حروف تعریف آن‌ها شناسایی کرد. حرف تعریف le نشان دهنده اسامی مذکر، حرف تعریف la نشان دهنده اسامی مؤنث و حرف تعریف les نشان دهنده اسامی جمع است.

#### جمع بستن
ساختار گرامری حالت جمع برای اسامی به زبان انگلیسی بسیار نزدیک است. در زبان فرانسوی هم مانند انگلیسی در یک قاعده کلی برای ساختن حالت جمع یک اسم به آن پسوند s- اضافه می‌کنیم. این قاعده البته دارای استثناهایی هم هست. همچنین تخصیص‌گر به کار رفته با اسم جمع به صورت جمع می‌آید.

#### حروف تعریف
در زبان فرانسه مانند زبان ایتالیایی سه نوع از حروف تعریف وجود دارد. «حروف تعریف معرفه»، «حروف تعریف نکره» و «حروف تعریف جزئی یا مقداری». حروف تعریف معرفه برای اسامی‌ای به کار می‌رود که برای مخاطب شناخته شده است. حروف تعریف نکره برای اسامی‌ای به کار می‌رود که برای مخاطب ناشناخته است یا شناخت آن اهمیتی ندارد و حروف تعریف جزئی یا مقداری برای اشاره به مقادیری از کمیت‌های شمارش‌پذیر یا شمارش‌ناپذیر به کار می‌روند.
در زبان فرانسه در نتیجهٔ هم‌نشینی حروف اضافه با حروف تعریف چهار تکواژ مرکب (au, aux, du, des) به وجود می‌آید. همچنین بسته به خصوصیات آوایی اسم یا صفتی که بعد از این حروف تعریف آورده می‌شود ممکن حذف (élision) یا پیوند (liaison) رخ دهد.

#### غیرضمیرانداز بودن
در برخی زبان‌ها در جمله‌هایی که از لحاظ معنایی نیازی به حضور ضمیر فاعلی یا مفعولی در ساختار جمله نیست (مانند جمله «باران می‌بارد») یا مخاطب از روی صرف فعل می‌تواند به آن پی ببرد و حذف ضمیر ضربه‌ای به ساختار دستوری جمله نمی‌زند (مانند حذف ضمیر «من» در جملهٔ «ایرانی هستم»)، ضمایر فاعلی و مفعولی را می‌توان به صورت اجباری یا اختیاری حذف نمود که اصطلاحاً به این زبان‌ها ضمیرانداز می‌گویند. اگر زبانی به درجه‌ای ضمیرانداز باشد که تنها اجازهٔ حذف ضمیر فاعلی و نه مفعولی را بدهد به آن فاعل تهی می‌گویند. بیشتر زبان‌های هند. اروپایی مانند فارسی و همه زبان‌های رومی‌تبار به جز فرانسوی دست‌کم فاعل تهی هستند. زبان فرانسوی نیز تا سده ۱۶ زبانی فاعل تهی بوده است اما پس از آن شبیه بیشتر زبان‌های نوین ژرمنی از جمله انگلیسی غیرضمیرانداز شده است؛ بنابراین در جملهٔ «Je suis Français» (ترجمه:من فرانسوی هستم) حضور ضمیر je الزامی است یا مثلاً جملاتی که با عبارت Il faut آغاز می‌شوند با آنکه از لحاظ معناشناسی نیازی به حضور ضمیر il نیست ولی نحو زبان ایجاب می‌کند که این ضمیر وجود داشته باشد و حذف آن باعث نادستوری شدن جمله می‌شود. در مورد ضمیر il در جمله «Il fait frais» نیز همین‌طور است.

## واژگان
ریشه‌های وام‌واژگان
بیشتر واژگان فرانسوی از لاتین عامیانه گرفته شده‌اند یا از ریشه لاتین یا یونانی ساخته شده‌اند. در بسیاری از موارد، یک ریشه در فرانسوی به شکل «رایج» یا بومی، که از لاتین عامیانه به ارث رسیده است و یک شکل آموخته‌شده که بعداً از لاتین کلاسیک وام گرفته شده است، ظاهر می‌شود. جفت‌های زیر از یک اسم بومی و یک صفت آموخته تشکیل شده‌اند:
- برادر: frère / fraternel از frater / fraternalis لاتین
- انگشت: doigt / digital از digitus / digitalis لاتین
- ایمان: foi / fidèle از fides / fidelis لاتین
- چشم: œil / oculaire از oculus / ocularis لاتین

تخمین زده می‌شود که ۱۲٪ (۴٬۲۰۰) از واژگان رایج فرانسوی که در یک فرهنگ لغت معمولی مانند Petit Larousse یا Micro-Robert Plus (۳۵٬۰۰۰ واژه) یافت می‌شوند، منشأ خارجی دارند (که در آن واژگان نوین یونانی و لاتین به عنوان خارجی دیده نمی‌شوند). حدود ۲۵٪ (۱۰۵۴) از این واژگان خارجی از زبان انگلیسی می‌آیند و وام‌های نسبتاً جدیدی هستند. بقیه حدود ۷۰۷ واژه از ایتالیایی، ۵۵۰ از زبان‌های ژرمنی باستان، ۴۸۱ از سایر زبان‌های گالی-رومی، ۲۱۵ از عربی، ۱۶۴ از آلمانی، ۱۶۰ از زبان‌های سلتی، ۱۵۹ از اسپانیایی، ۱۵۳ از هلندی، ۱۱۲ از زبان‌های فارسی و سانسکریت، ۱۰۱ از زبان‌های بومی آمریکا، ۸۹ از دیگر زبان‌های آسیایی، ۵۶ از دیگر زبان‌های آفروآسیایی، ۵۵ از زبان‌های بالتواسلاوی، ۱۰ از باسکی و ۱۴۴ (حدود ۳٪) از زبان‌های دیگر هستند.
یک پژوهش که میزان تمایز زبان‌های رومی را در مقایسه با لاتین بررسی می‌کند، تخمین می‌زند که در میان زبان‌های مورد تجزیه و تحلیل، فرانسه بیشترین فاصله را با لاتین دارد. همانندی واژگانی فرانسوی ۸۹٪ با ایتالیایی، ۸۰٪ با زبان ساردنیایی، ۷۸٪ با رتورومی و ۷۵٪ با رومانیایی، اسپانیایی و پرتغالی است.

### اعداد

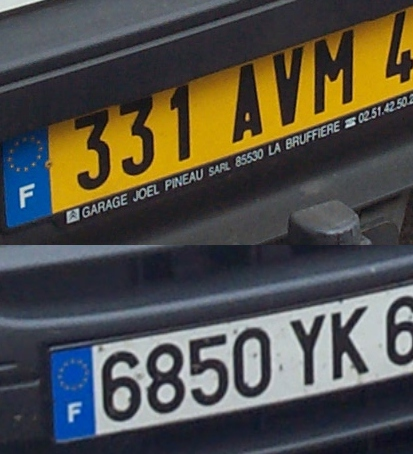
عددهای فرانسوی بر روی پلاک خودرو

در زبان فرانسوی اعداد ۷۰، ۸۰ و ۹۰؛ واژه مستقل عددی ندارند و برای نامگذاری‌شان از ترکیب اعداد دیگر مثلاً quatre vingt (چهار بیست) برای واژه هشتاد استفاده می‌کنند.
سامانه شمارشی فرانسوی تا حدی بیستگانی است: بیست (vingt) به عنوان عدد پایه در نامگذاری اعداد از ۷۰ تا ۹۹ استفاده می‌شود. واژه فرانسوی quatre-vingts برای ۸۰ در واقع «چهار بیست» و واژه soixante-quinze برای ۷۵ در واقع «شصت-پانزده» است. این اصلاحات پس از انقلاب فرانسه به وجود آمد تا سامانه‌های شمارشی را به دلیل تأثیرات سلتیک (از طریق برتون) و وایکینگ‌ها متحد کند. این وضعیت با استفاده سامانه قدیمی اسکور (score) در زبان انگلیسی قابل مقایسه است، مانند «چهار اسکور و هفت» (۸۷)، یا «سه اسکور و ده» (۷۰).
فرانسوی بلژیکی، فرانسوی سوئیسی، فرانسوی آئوستی و فرانسوی مورد استفاده در جمهوری دموکراتیک کنگو، رواندا و بوروندی از این نظر متفاوت هستند. در زبان فرانسوی که در این مکان‌ها صحبت می‌شود، ۷۰ و ۹۰ به ترتیب septante و nonante هستند. در سوئیس، بسته به گویش محلی، ۸۰ می‌تواند quatre-vingts (ژنو، نوشاتل، ژورا) یا huitante (وو، وله، فریبورگ) باشد. Octante در گذشته در سوئیس استفاده می‌شد، اما اکنون باستانی در نظر گرفته می‌شود، در حالی که در دره آئوستا ۸۰ به صورت huitante است. . با این حال، در بلژیک و در مستعمرات آفریقایی سابق آن، quatre-vingts به‌طور سراسری استفاده می‌شود.

## نوشتار

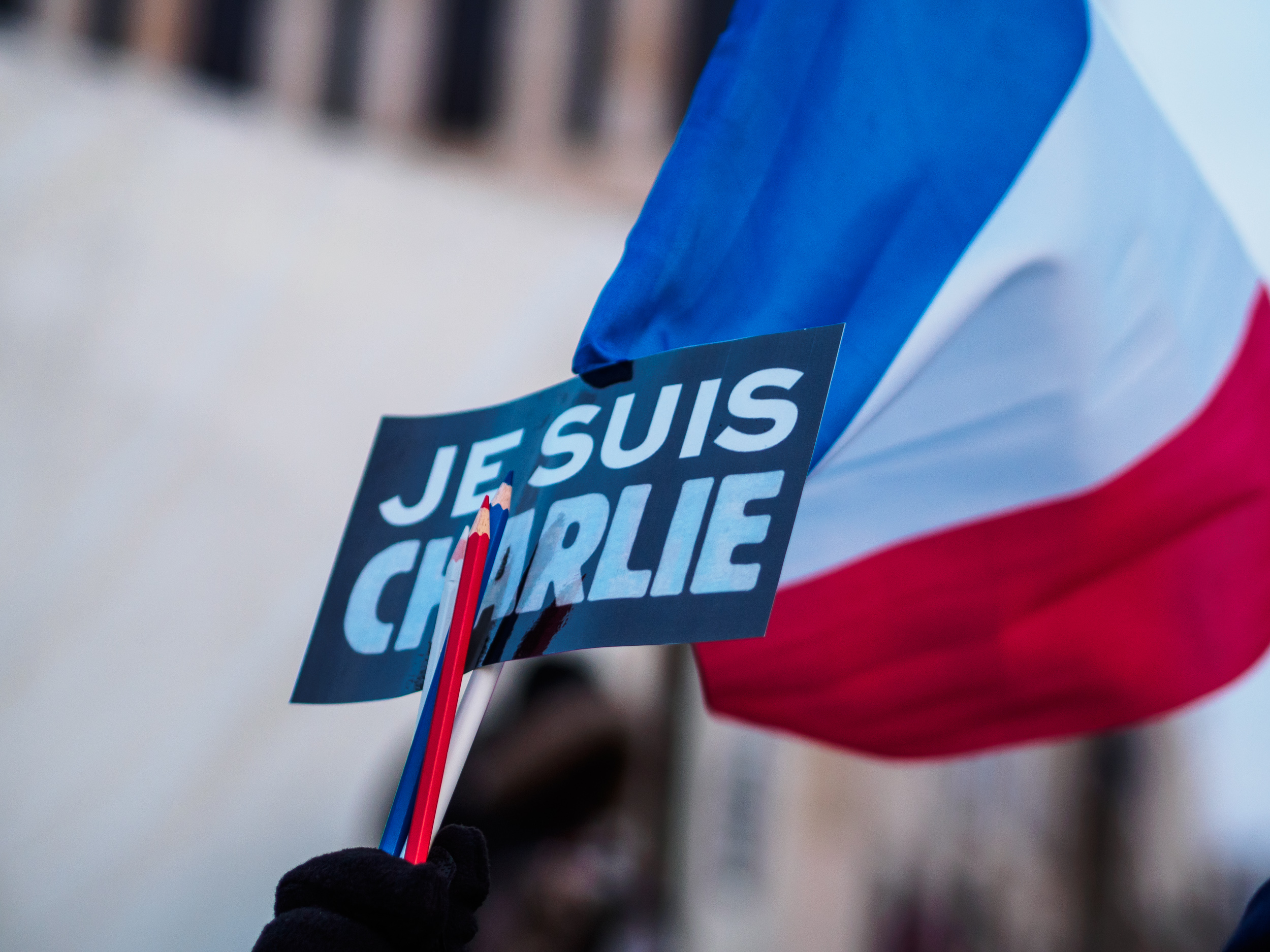
جمله فرانسوی معروف من شارلی هستم در حمایت از کفرگویی

### الفبا
زبان فرانسوی با ۲۶ حرف از الفبای اصلی لاتین نوشته می‌شود که چهار علامت بر روی واکه‌ها (هشتک، اکسان اگو، اکسان گراو و دیرزیس) و سدیل که در «ç» است، ظاهر می‌شوند.
دو لیگچر نیز در الفبا وجود دارد، «œ» و «æ» که اغلب در فرانسوی معاصر با «oe» و «ae» جایگزین شده‌اند، زیرا لیگچرها در صفحه کلید AZERTY که در کشورهای فرانسوی‌زبان استفاده می‌شود ظاهر نمی‌شوند. اما این در متون رسمی و ادبی غیر استاندارد است.

### املا
املای فرانسوی، مانند املای انگلیسی، تمایل به حفظ قوانین تلفظی منسوخ را دارد. این عمدتاً به دلیل تغییرات شدید آوایی از دوره فرانسوی باستان، بدون تغییر متناظر در املا است. افزون بر این، برخی تغییرات آگاهانه برای بازیابی املای لاتین ایجاد شد:
- doit فرانسوی باستان > doigt فرانسوی «انگشت» (لاتین digitus)
- pie فرانسوی باستان > pied فرانسوی «پا» (لاتین pes (ریشه: ped-))

املای فرانسوی مورفوفونمیک است. در حالی که شامل ۱۳۰ تک‌نگاره است که تنها ۳۶ واج را نشان می‌دهند، بسیاری از قوانین املایی آن احتمالاً به دلیل سازگاری در الگوهای تکواژی مانند افزودن پسوندها و پیشوندها است. بسیاری از املای تکواژهای رایج معمولاً به صدای قابل پیش‌بینی منجر می‌شوند؛ به‌طور خاص، یک ترکیب واکه یا حرکت‌گزاری معین به‌طور کلی به یک واج منتهی می‌شود. با این حال، یک رابطه یک به یک از یک واج و یک تک‌نگاره منفرد مرتبط وجود ندارد، که می‌توان آن را در اینکه چگونه tomber و tombé هر دو به واج /e/ ختم می‌شوند، مشاهده کرد. افزون بر این، تغییرات زیادی در تلفظ همخوان‌ها در انتهای کلمات وجود دارد که نشان می‌دهد چگونه x در paix تلفظ نمی‌شود، اگرچه در پایان Aix خوانده می‌شود.
در سال ۱۹۹۰، اصلاحاتی در املای فرانسوی انجام گرفت. در آن زمان تغییرات به عنوان پیشنهاد در نظر گرفته شد. در سال ۲۰۱۶، کتاب‌های مدرسه در فرانسه شروع به استفاده از املای جدیدتر توصیه‌شده کردند و به معلمان دستور داده شد که هم املای قدیمی و هم جدید درست تلقی شوند.

## گونه‌ها
- فرانسوی آفریقایی
  - فرانسوی مغربی (فرانسوی آفریقای شمالی)

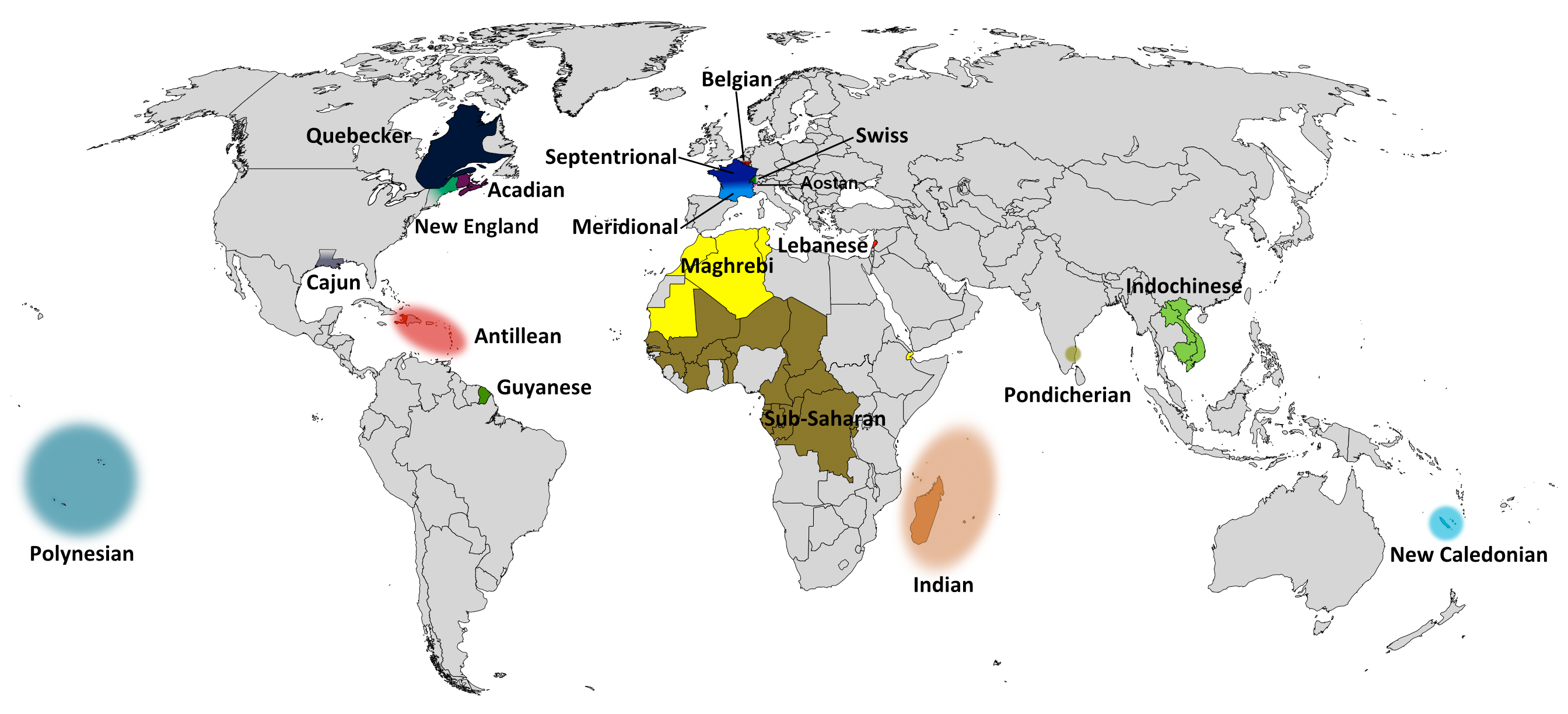
گونه‌های فرانسوی در جهان

- فرانسوی آئوستایی
- فرانسوی بلژیکی
- فرانسوی کامبوجی
- فرانسوی کانادایی
  - فرانسوی آکادیایی
  - فرانسوی نیوفاندلندی
  - فرانسوی نیوانگلندی
  - فرانسوی انتاریویی
  - فرانسوی کبکی
- فرانسوی فرانسه
  - فرانسوی گویانی
  - فرانسوی جنوبی فرانسه
- فرانسوی هائیتی
- فرانسوی هندی
- فرانسوی جرزی
- فرانسوی لائوسی
- فرانسوی لوئیزیانایی
  - فرانسوی کاجون
- فرانسوی میسوری
- فرانسوی آسیای جنوب شرقی
- فرانسوی سوئیسی
- فرانسوی ویتنامی
- فرانسوی هند غربی

## وضعیت کنونی

متن ناتو (مخفف جمله انگلیسی) و اوتان (مخفف جمله فرانسوی) بر روی نشان‌واره سازمان پیمان آتلانتیک شمالی

زبان فرانسه که یک زبان پیشرو در جهان است، در دانشگاه‌های سراسر جهان تدریس می‌شود و یکی از تأثیرگذارترین زبان‌های جهان به‌دلیل کاربرد گسترده آن در روزنامه‌نگاری، حقوق، آموزش و دیپلماسی است. در دیپلماسی، فرانسوی یکی از شش زبان رسمی سازمان ملل متحد (و یکی از تنها دو زبان کاری دبیرخانه سازمان ملل متحد)، یکی از بیست زبان رسمی و سه زبان رویه‌ای اتحادیه اروپا، همچنین ناتو، کمیته بین‌المللی المپیک، شورای اروپا، سازمان همکاری و توسعه اقتصادی، سازمان کشورهای آمریکایی، مسابقه آواز یوروویژن، یکی از هجده زبان رسمی آژانس فضایی اروپا، سازمان تجارت جهانی و توافقنامه تجارت آزاد آمریکای شمالی است. فرانسوی همچنین یک زبان کاری در سازمان‌های غیرانتفاعی مانند صلیب سرخ، عفو بین‌الملل، پزشکان بدون مرز و پزشکان جهان است. با توجه به چشم‌انداز جمعیتی کشورهای فرانسوی‌زبان آفریقا، پژوهشگر پاسکال امانوئل گوبری در سال ۲۰۱۴ نوشت که فرانسوی «می‌تواند زبان آینده باشد.»
زبان فرانسه که به عنوان زبان حقوقی مهم است، یکی از زبان‌های رسمی دادگاه‌ها، دادگستری‌ها و نهادهای قضایی بین‌المللی و منطقه‌ای بزرگ مانند دادگاه حقوق بشر و مردم آفریقا، دیوان دادگستری کارائیب، دیوان دادگستری جامعه اقتصادی کشورهای غرب آفریقا، دادگاه بین‌آمریکایی حقوق بشر، دیوان بین‌المللی دادگستری، دادگاه بین‌المللی کیفری یوگسلاوی سابق، دادگاه کیفری بین‌المللی برای رواندا، دادگاه بین‌المللی حقوق دریاها، دیوان کیفری بین‌المللی و دادگاه استیناف سازمان تجارت جهانی است. فرانسوی همچنین تنها زبان کاری داخلی دیوان دادگستری اتحادیه اروپا است و با انگلیسی، دو زبان کاری دادگاه حقوق بشر اروپا است.
در سال ۱۹۹۷، جورج وبر در زبان امروز، یک پژوهش دانشگاهی جامع را با عنوان «۱۰ زبان تأثیرگذار جهان» منتشر کرد. وبر در این مقاله، زبان فرانسوی را پس از انگلیسی به عنوان دومین زبان تأثیرگذار جهان و بالاتر از اسپانیایی قرار داد. معیارهای او شمار گویشوران بومی، شمار گویشوران زبان دوم (که به ویژه برای فرانسوی در میان زبان‌های دیگر دنیا قابل توجه است)، شمار کشورهایی که از زبان استفاده می‌کنند و جمعیت مربوط آن‌ها، قدرت اقتصادی کشورهایی که از زبان استفاده می‌کنند، شمار مناطق اصلی که زبان در آن‌ها استفاده می‌شود، و ارج زبانی مرتبط با تسلط بر زبان (که زبان فرانسوی به ویژه از ارج قابل توجهی برخوردار است) بود. وبر در ارزیابی مجدد مقاله خود در سال ۲۰۰۸ به این نتیجه رسید که یافته‌های او هنوز درست است زیرا «وضعیت در میان ده زبان برتر بدون تغییر باقی می‌ماند.»
دانستن زبان فرانسوی اغلب به عنوان یک مهارت مفید توسط صاحبان مشاغل در بریتانیا در نظر گرفته می‌شود. یک مطالعه در سال ۲۰۱۴ نشان داد که ۵۰٪ از مدیران بریتانیایی زبان فرانسوی را یک دارایی ارزشمند برای تجارت خود می‌دانستند، بنابراین زبان فرانسوی را بالاتر از آلمانی (۴۹٪) و اسپانیایی (۴۴٪) به عنوان پرطرفدارترین زبان خارجی در آنجا می‌دانند. آلبرت سایز، اقتصاددان مؤسسه فناوری ماساچوست، حق بیمه ۲٫۳٪ را برای افرادی که زبان فرانسوی را به عنوان زبان خارجی در محل کار به کار می‌برند، محاسبه کرد.
در کانادای انگلیسی‌زبان، انگلستان و ایرلند، فرانسوی نخستین زبان خارجی است که تدریس می‌شود و از نظر تعداد دانش آموزان بسیار جلوتر از زبان‌های دیگر است. گرچه در ایالات متحده فرانسوی پس از اسپانیایی دومین زبان خارجی است که در مدارس و دانشگاه‌ها بیشتر تدریس می‌شود. با این حال، در برخی از مناطق کشور به ویژه نزدیک به مرز کبک، این زبان بیشتر تدریس می‌شود.

### نفوذ انگلیسی
سیاستمداران فرانسه همیشه، نگرانی‌های خود را از نفوذ گسترده زبان انگلیسی و ضعف زبان فرانسوی ابراز می‌کنند. مارین لو پن نظراتی مبنی بر مقابله با زبان انگلیسی دارد که با نگرانی دربارهٔ زبان فرانسوی صحبت می‌کند. فرهنگستان فرانسه اظهار دارد؛ استفاده مکرر از واژه‌های انگلیسی در یک سند ملی، خلاف قانون اساسی فرانسه است. ترکیب انگلیسی با واژگان فرانسوی در جملات روزمره فرانسه‌زبانان چیزی را پدیدمی‌آورد که خود فرانسوی‌ها اصطلاحاً به آن «فرانگله» می‌گویند و منظورشان ترکیب فرانسه و انگلیسی است. فرهنگستان فرانسه بارها دربارهٔ تهدیدات مختلف برای آینده زبان فرانسوی از جمله نفوذ بیش از واژگان انگلیسی به زندگی روزمره فرانسویان و نیز آسیب به دستور زبان هشدار داده است.

## زبان فرانسوی در ایران
در ایران معاصر، زبان فرانسوی از زبان‌های محبوب و مورد توجه است. زبان فرانسوی از عهد صفویه در ایران مورد توجه قرار گرفت. این زبان به ویژه در دوره قاجار از طریق ترجمه کتاب‌های درسی دارالفنون که در اصل به فرانسوی بود، رونق گرفت و بر اثر احیاء صنعت چاپ گسترش یافت. از آنجا که دانشجویان بیشتر به فرانسه اعزام می‌شدند زبان فرانسوی در کشور رایج و با گستردگی آن نه تنها آثار نویسندگان فرانسه بلکه آثار ادبی بعضی از دیگر زبان‌های اروپایی نیز به فارسی برگردانده شد. نخستین نمایشنامه‌ای که از فرانسوی به فارسی ترجمه شد، نمایشنامه «مردم‌گریز»، اثر مولیر بود.
ترجمه و نشر کتاب پس از مرگ شاهزاده عباس میرزا، در دوران محمد شاه قاجار دچار فترت شد، ولی در عهد ناصرالدین شاه و مظفرالدین شاه دوباره اوج گرفت. محمد طاهر میرزا، میرزا حبیب اصفهانی و محمدحسن خان اعتماد السلطنه از پرکارترین مترجمان این دوره بودند. در دوره پهلوی، روند ترجمه شتاب بیشتری پیدا کرد و تمام قلمروهای علمی و فنی و ادبی را دربرگرفت زیرا شمار افراد تحصیل‌کرده و میزان روابط همه‌جانبه با کشورهای خارجی افزایش یافت. در این دوره آثار ارزشمند بسیاری به فارسی برگردانده شد و تعداد مترجمان با استعداد و به اصطلاح حرفه‌ای فزونی چشمگیری یافت. ترجمه‌ها تا اوایل دهه ۱۹۳۰، عمدتاً از طریق زبان فرانسوی صورت می‌گرفت ولی پس از جنگ جهانی دوم و تحولات سیاسی و فرهنگی پس از آن، زبان انگلیسی در عرصهٔ ترجمه اهمیت بیشتری یافت و از نظر کمیت، گوی سبقت را ربود؛ هرچند از نظر کیفیت، بهترین ترجمه‌ها کماکان به مترجمانی تعلق داشت که از زبان فرانسوی ترجمه می‌کردند.
از زمان قاجار که بسیاری از رجال سیاسی برای ادامه تحصیل به فرانسه می‌رفتند، بسیاری از واژه‌های فرانسوی از طریق قوانین حقوقی وارد ایران شد و امروزه نیز در زبان فارسی بسیاری از این کلمات استفاده می‌شود و گاهی این کلمات به قدری در زبان فارسی رایج شده است که بسیاری از افراد نمی‌دانند که این واژگان فرانسوی هستند. از جمله می‌توان به واژگانی همچون دوش (حمام)، کروات، مغازه، فامیل، کادو، شوفر، آسانسور، کودتا، رفوزه، پاساژ، ماساژ، مونتاژ، کتلت، املت، توالت، آژانس، اورژانس، مانتو، پالتو و مرسی اشاره کرد.

## متن نمونه
ماده ۱ اعلامیه جهانی حقوق بشر به زبان فرانسوی:
Tous les êtres humains naissent libres et égaux en dignité et en droits. Ils sont doués de raison et de conscience et doivent agir les uns envers les autres dans un esprit de fraternité.
ماده ۱ اعلامیه جهانی حقوق بشر به زبان فارسی:
همهٔ افراد بشر آزاد به دنیا می‌آیند و حیثیت و حقوق‌شان با هم برابر است، همه اندیشه و وجدان دارند و باید در برابر یکدیگر با روح برادری رفتار کنند.